# 诺曼底的阿德莱德

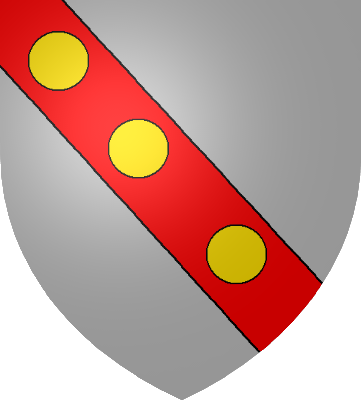

诺曼底的阿德莱德（或阿德莉萨，约1030年—1090年）是征服者威廉的姐姐，以及欧玛勒的女伯爵。

## 生平
她是诺曼底公爵罗伯特一世的亲生女儿，大约出生在1030年。伊丽莎白·范·豪特在她的文章 Les femmes dans l'histoire du duché de Normandie (诺曼底公爵领地历史上的女性)中提到，欧玛勒女伯爵阿德莱德，作为一位诺曼女贵族，在儿童教育方面，尤其是关于家庭历史教育方面，发挥了巨大的作用。
阿德莱德的第一次婚姻是与蓬蒂约伯爵昂盖朗二世。这段婚姻使诺曼底公爵威廉在上诺曼底地区获得了一个强大的盟友。但是，在1049年召开的兰斯会议上，弟弟威廉与弟媳玛蒂尔达的婚姻由于“血缘关系”而被宣布无效，而基于这一原则，阿德莱德的婚姻也被宣布无效。阿德莱德的第一段婚姻在1049-1050年间被宣布无效，而她立即被安排了第二次婚姻，即与朗斯伯爵兰伯特二世，这使得诺曼底和布洛涅两个公国形成一个新的联盟。兰伯特于1054年死于 里尔的战事，当时他正在协助佛兰德斯伯爵鲍德温五世对抗亨利三世。成为寡妇的阿德莱德居住在欧姆勒伯爵领，这可能是她第一任丈夫的结婚彩礼，也可能是她第一任丈夫的弟弟盖伊被剥夺爵位后的遗产。作为伯爵遗孀的阿德莱德一开始过起了半隐修的生活。但在1060年，她再次结婚以形成另一个姻亲联盟，这次她的丈夫是年轻的香槟伯爵奥多。奥多对这段婚姻很失望，因为他并没有在威廉征服英格兰后得到土地，阿德莱德则成为了他的封臣。
1082年威廉一世和玛蒂尔达王后授予阿德莱德以科唐坦半岛上卡昂地区的一个圣三一修道院，以及欧姆勒女伯爵的终身头衔。1086年，根据Comitissa de Albatnarla，她被列在末日审判书的名单上，显示她在萨福克和埃塞克斯有很多封地。很少诺曼贵族妇女在末日审判书里作为一个地主出现。她也被授予霍尔德内斯的领主特权，并在其后由他们的儿子斯蒂芬继承。 阿德莱德大约在1090年前去世。

## 家庭
阿德莱德结婚一共三次：
第一次与昂盖朗二世(死于1053年)，他们有一个女儿：
- 阿德莱德

第二次与兰伯特二世(死于1054年)，他们有一个女儿：
- 朗斯的茱蒂丝，嫁给了亨廷顿与诺桑比亚伯爵华尔瑟夫。[13]

第三次与奥多 (死于1096年)，他们有一个儿子：
- 欧姆勒伯爵斯蒂芬。